# Arthur B. McDonald
Arthur B. McDonald (Sídney, Nueva Escocia; 29 de agosto de 1943) es un astrofísico canadiense, director del Observatorio de Neutrinos de Sudbury. También conserva la cátedra Gordon y Patricia Silla Gray en Astrofísica de Partículas en la Universidad de Queen en Kingston (Ontario). En 2015, le fue otorgado el Premio Nobel en Física, de manera conjunta con Takaaki Kajita.

## Primeros años
Se graduó con un B.Sc. en física en 1964 y máster en ciencias en física en 1965 por la Universidad Dalhousie de Nueva Escocia. Consiguió su Ph.D. en física del Instituto de Tecnología de California.

## Carrera académica
McDonald trabajó como oficial de investigación en los laboratorios nucleares de Chalk River al noroeste de Ottawa de 1970 a 1982. Fue nombrado profesor de física en la Universidad de Princeton de 1982 a 1989, dejando luego Princeton para incorporarse a la Universidad de Queen. Actualmente es el jefe de investigación en dicha universidad y miembro de la mesa directiva del Instituto Perimeter de Física Teórica.

## Investigación
Los físicos han estado investigando si los neutrinos tienen o no masa. Tan tarde como los años 1960, los experimentos han arrojado pistas de que los neutrinos podrían tener masa. Los modelos teóricos del Sol pronostican que los neutrinos deberían ser bastante numerosos. Sin embargo, detectores de neutrinos en la Tierra han observado menos neutrinos de los esperados. Esto porque hay tres variedades de neutrinos (electrón, muon y neutrinos tau) y porque los detectores de neutrinos solares han sido principalmente sensibles solamente a neutrinos electrón. La explicación preferida por años es que aquellos "neutrinos" desaparecidos habían cambiado, u oscilado, a una variedad respecto a la cual los detectores tenían poca o ninguna sensibilidad. Si un neutrino oscila, según las leyes de la mecánica cuántica, entonces debe tener masa.
En agosto de 2001, un estudio llevado a cabo en el Observatorio de Neutrinos de Sudbury (SNO), un laboratorio de detección localizado a 2,100 m bajo tierra en una mina fuera de Sudbury, Ontario, dirigido por Arthur B. McDonald, descubrió a través de observación directa pruebas que sugerían que los neutrinos electrón provenientes del Sol realmente oscilaba a neutrinos muon y tau. El SNO publicó su informe el 13 de agosto de 2001, en el Physical Review Letters. En 2007, McDonald y Yoji Totsuka recibieron la Medalla Benjamin Franklin de Física "por descubrir que los tres tipos conocidos de partículas elementales llamados neutrinos cambian de uno a otro cuando viajan por distancias suficientemente largas, y que los neutrinos tienen masa".

## Honores y premios
- 2006, Orden de Canadá en grado de oficial.[6]
- 2009, Miembro de la Sociedad Real (FRS) de Londres con grado de Compañero.[7]
- 2011, la Sociedad Real de Canadá le otorgó la medalla Henry Marshall Tory en reconocimiento para haber "traído gran honor y riqueza intelectual a Canadá".[8]
- 2015, premio Nobel en Física conjuntamente con Takaaki Kajita por el descubrimiento de las oscilaciones del neutrino, que demuestran que los neutrinos tienen masa.[9]